# Mein Gott, nimm die gerechte Seele

Mein Gott, nimm die gerechte Seele (Mon Dieu, accepte l'esprit juste), BWV Anh. 17, est une cantate funèbre de Johann Sebastian Bach dont le récipiendaire est inconnu. Elle fut donnée à Leipzig le jeudi 5 juin 1732 et nécessite deux hautbois d'amour, deux violons, un alto, une basse obligée et une basse continue ainsi que les quatre voix de soprano, d'alto, de ténor et de basse. L'auteur du livret est inconnu et la musique est perdue.

## Sources
- (en) Cantate BWV Anh. 17 sur Bach-cantatas.com
- Alberto Basso (trad. Hélène Pasquier), Jean-Sébastien Bach, vol. I : 1685-1723, Paris, Fayard, 1984, 844 p.  (ISBN 2-213-01407-8)
- Alberto Basso (trad. Hélène Pasquier), Jean-Sébastien Bach, vol. II : 1723-1750, Paris, Fayard, 1985, 1 072 p.  (ISBN 2-213-01649-6)